# FOOD ACTION NIPPON
FOOD ACTION NIPPON（フード アクション ニッポン）は、2008年（平成20年）に農林水産省が日本の食料自給率向上や食の安全などを目的に開始した運動である。2021年（令和3年）、新たな運動としてNIPPON FOOD SHIFT（ニッポン フード シフト）へと移行した。

## 概要
世界全体で問題となっている食料問題を解決するための最も有用な手段として、各国内の食料自給率を高める事が挙げられている。
しかし、日本の食料自給率は低下の一途をたどっていると一部で考えられているため、農林水産省が2008年度より、「食料自給率向上に向けた国民運動推進事業」を立ち上げた。そしてその一環として当プロジェクトが提唱され、運営を行う「FOOD ACTION NIPPON 推進本部」が10月7日に設置された。
国、地方公共団体、賛同企業や大学、および個人会員などが協同で行っている。

## メディアとの連携
日本の多くのマスメディアが運動に賛同している。そのため、多くのテレビCM、ラジオCM、新聞広告が放映、掲載されている。また、YouTubeに公式チャンネルが設けられている。

### CM出演者
- 上野樹里（2008年）
- 笹森通彰（2008年）
- 黒木メイサ（2009年）
- 石川遼（2009年）
- テリー伊藤（2010年）
- TOKIO（2011年）

### 関連番組
- 「めざましテレビ」　ニッポンわんだFOODコーナー（フジテレビ系）
- 「畑のうた」（テレビ東京系）

## 関連・類似する運動

### 緑提灯
緑提灯（みどりちょうちん）は、2005年（平成17年）4月に北海道小樽市で開始した、民間主体による食料自給率向上を目的とする運動である。カロリーベースで国産食材を50%以上使用していることを参加条件とし、参加が認められた場合は店頭に緑色の提灯を掲示する。提灯の星の数は国産使用率の高さを示す。これらは各店の自己申告によるものであるが、既存の官製運動や認証制度では偽装の懸念があるとして、正直で地道な営業を行っている各店の良心に委ねる姿勢をとっている。

### フードアクション備中
岡山県の備中地域食料自給率向上対策会議が実施する運動である。